# Ichneumon enervator
Ichneumon enervator là một loài tò vò trong họ Ichneumonidae.